# Martijanec
Martijanec è un comune della Croazia di 4 327 abitanti della regione di Varaždin.